# ميجالوصورات
الميجالوصورات هي فصيلة من الديناصورات اللاحمة المُنتمية إلى مجموعة الثيروبودات، عاشت خلال العصر الجوراسي. كانت أحجام الميغالوصوريات تتراوح من ديناصورات صغيرة إلى كبيرة الحجم، مزودة بأسنان حادة في فكيها وثلاثة مخالب في كل يد من يديها. ومن أبرز الميغالوصوريات الميغالوصور واليوستريبتوسبونديلوس والستريبتوسبونديلوس والتورفوصور، وقد عاشت في أيامها عبرَ قارات أوروبا وأفريقيا والأمريكيتين. ظهرت الميغالوصوريات للمرَّة الأولى على الأرض خلال العصر الجوراسي الوسيط، لكن يبدو أن ثيروبودات أخرى حلّت مكانها بحُلول نهاية تلك الحقبة. يَعتبر بعض الباحثين أنواع هذه المجموعة أقرباء للسبينوصوريات.

## التصنيف
كان أول من أنشأ فصيلة الميغالوصوريات هو الإحاثي توماس هنري هكسلي في عام 1869، وآنذاك كانت الميغالوصوريات - مثل الميغالوصور نفسه - تُستَخدم عادة كصنف سلة مهملات، إذ ضمَّت مجموعة متنوعة جداً من الأنواع التي ليست لها علاقة ببعضها البعض، مثل الدريبتوصور والسيراتوصور والإندوصور والفيلوسيرابتور. ونظراً إلى هذا الاستخدام متعدد العرق للمجموعة فإن بعض العلماء - مثل باول سيرينو - يَرفضون تسمية «الميغالوصوريات» ويُفضلون استبدالها بـ«التورفوصوريات» نسبة إلى التورفوصور (اخترعَ الاسم في عام 1985)، وذلك على الرُّغم من أن المنظمات العلمية الرسمية تُعطي لاسم الميغالصورويات أولوية في تسمية هذه المجموعة. لم تستطع مُراجعة قامَ بها العالم «بنسون» وطلابه لتصنيف الميغالوصور في عام 2008 التوصُّل إلى العلاقات التي تربط بين هذا الديناصور والثيروبودات الأخرى، وأنا تصنيف مجموعة السبينوصوريات تحتها يَجب أن يتوقف، لكن على الرُّغم من ذلك فبعدَ أن عمل بنسون نفسه على الموضوع لمدة أطول وجد بتحاليل الوراثة العرقية أن الصورة الحالية للميغالوصوريات مدعومة جيداً بالأدلة.